# BMW Sauber F1.09
De BMW Sauber F1.09 is een Formule 1-auto die gebruikt werd door BMW Sauber in het seizoen 2009. De wagen werd op 20 januari 2009 voorgesteld op het Circuit Ricardo Tormo Valencia.
Na een sterk seizoen in 2008, waarin het team derde werd in het constructeurskampioenschap, waren de verwachtingen hooggespannen. In de eerste twee Grand Prix van het seizoen werd er een goede start gemaakt: in Australië reed Robert Kubica op de tweede plaats, voordat hij uitviel na een crash en in Maleisië finishte Nick Heidfeld als tweede.
Beide rijders waren hierna echter ontevreden met de trage doorontwikkeling van de wagen, waardoor het team het soms zelfs moeilijk kreeg om door te gaan naar Q2. Aan het einde van het seizoen reden beide rijders nog wel een aantal keer in de punten, maar BMW verliet de Formule 1. Het team werd zesde in het constructeurskampioenschap.

## Resultaten
| Resultaat                       |
| ------------------------------- |
| Winnaar                         |
| Tweede plaats                   |
| Derde plaats                    |
| Gefinisht (punten behaald)      |
| Gefinisht (geen punten behaald) |
| Niet geklasseerd (NC)           |
| Uitgevallen (DNF)               |
| Niet gekwalificeerd (DNQ)       |
| Gediskwalificeerd (DSQ)         |
| Niet gestart (DNS)              |
| Gewond (INJ)                    |
| Uitgesloten (EX)                |
| Teruggetrokken (WD)             |
| Niet deelgenomen (blanco cel)   |
| P Pole position                 |
| S Snelste ronde                 |

| Jaar | Chassis          | Motor        | Banden | Coureurs      | 1   | 2     | 3   | 4   | 5   | 6   | 7   | 8   | 9   | 10  | 11  | 12  | 13  | 14  | 15  | 16  | 17  | Punten | WK-plaats |
| ---- | ---------------- | ------------ | ------ | ------------- | --- | ----- | --- | --- | --- | --- | --- | --- | --- | --- | --- | --- | --- | --- | --- | --- | --- | ------ | --------- |
| 2009 | BMW Sauber F1.09 | BMW P86/9 V8 | B      |               | AUS | MAL ‡ | CHN | BHR | SPA | MON | TUR | GBR | DUI | HON | EUR | BEL | ITA | SIN | JPN | BRA | ABU | 36     | 6         |
| 2009 | BMW Sauber F1.09 | BMW P86/9 V8 | B      | Robert Kubica | 14† | DNF   | 13  | 18  | 11  | DNF | 7   | 13  | 14  | 13  | 8   | 4   | DNF | 8   | 9   | 2   | 10  | 36     | 6         |
| 2009 | BMW Sauber F1.09 | BMW P86/9 V8 | B      | Nick Heidfeld | 10  | 2     | 12  | 19  | 7   | 11  | 11  | 15  | 10  | 11  | 11  | 5   | 7   | DNF | 6   | DNF | 5   | 36     | 6         |
| Jaar | Chassis          | Motor        | Banden | Coureurs      | 1   | 2     | 3   | 4   | 5   | 6   | 7   | 8   | 9   | 10  | 11  | 12  | 13  | 14  | 15  | 16  | 17  | Punten | WK-plaats |

† Coureur is niet gefinisht in de GP, maar heeft wel 90% van de race-afstand afgelegd, waardoor hij als geclassificeerd genoteerd staat.
‡ Helft van de punten, omdat minder dan 75% van de raceafstand was afgelegd.